# John H. Bagley junior

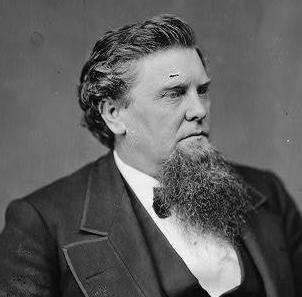
John H. Bagley junior

John Holroyd Bagley junior (* 26. November 1832 in Hudson, New York; † 23. Oktober 1902 in Catskill, New York) war ein US-amerikanischer Politiker. Er vertrat zwischen 1875 und 1877 sowie zwischen 1883 und 1885 den Bundesstaat New York im US-Repräsentantenhaus.

## Werdegang
John Holroyd Bagley junior besuchte Gemeinschaftsschulen. 1851 zog er nach Kalifornien, wo er im Bergbau tätig war, aber auch anderen Geschäften nachging. Später kehrte er nach New York zurück. Dort war er auf dem Hudson River im Dampfschiffgeschäft tätig. Er ließ sich in Catskill im Greene County nieder, wo er kaufmännischen Geschäften nachging, aber auch der Herstellung von Leder. Zwischen 1860 und 1864 war er Supervisor der Town von Catskill. Politisch gehörte er der Demokratischen Partei an.
Bei den Kongresswahlen des Jahres 1874 für den 44. Kongress wurde Bagley im 15. Wahlbezirk von New York in das US-Repräsentantenhaus in Washington, D.C. gewählt, wo er am 4. März 1875 die Nachfolge von Eli Perry antrat. Da er auf eine erneute Kandidatur im Jahr 1876 verzichtete, schied er nach dem 3. März 1877 aus dem Kongress aus.
Nach seiner Kongresszeit ging er wieder seinen früheren kaufmännischen Geschäften nach.
Im Jahr 1882 kandidierte er für den 48. Kongress. Nach einer erfolgreichen Wahl trat er am 4. März 1883 die Nachfolge von Thomas Cornell an. Da er auf eine erneute Kandidatur im Jahr 1884 verzichtete, schied er nach dem 3. März 1885 aus dem Kongress aus. Während seiner Amtszeit hatte er den Vorsitz über das Committee on Manufactures.
Danach verfolgte er Bank- und Versicherungsgeschäfte. Er war Vizepräsident der Catskill Mountain Railway Co. und Trustee der Village von Catskill. 1888 saß er in der New York State Assembly. Er kandidierte 1896 erfolglos für den 54. Kongress. Am 23. Oktober 1902 verstarb er in Catskill und wurde dann auf dem Village Cemetery beigesetzt.